# Église Notre-Dame-de-l'Assomption de Fleury-en-Bière
Pour les articles homonymes, voir Église Notre-Dame-de-l'Assomption.
L’église Notre-Dame-de-l’Assomption, ou simplement église Notre-Dame, est un édifice religieux catholique situé à Fleury-en-Bière, en France. Il est inscrit aux monuments historiques depuis 1926.

## Situation et accès
L’édifice est situé dans la rue de l’Église, vers le sud de Fleury-en-Bière. Plus largement, il se trouve dans le département de Seine-et-Marne, en région Île-de-France.

## Histoire

### Rénovation
En 2005, une rénovation permet de découvrir, au-dessus d’un plafond de plâtre de la chapelle sud, des peintures que l’on attribue au Primatice. Une autre rénovation intervient dans les années 2020 : un vaste projet estimé à près de 3 millions d’euros et que l’on projette sur plusieurs années. Il est ainsi question dans le cadre de cette dernière d’une réfection totale de la toiture, de la chapelle et de la sacristie et de l’installation de drains pour l’évacuation de l’eau.

## Statut patrimonial et juridique
L’église fait l’objet d’une inscription au titre des monuments historiques par arrêté du 28 mai 1926, en tant que propriété de la commune. Début 2023, le maire de Fleury-en-Bière, Alain Richard, entame des démarches auprès de la Direction régionale des Affaires culturelles (Drac) pour obtenir un classement de l’église.